# All Nippon Airways

Ett ANA Boeing 747-400 i Pokémon-stil.

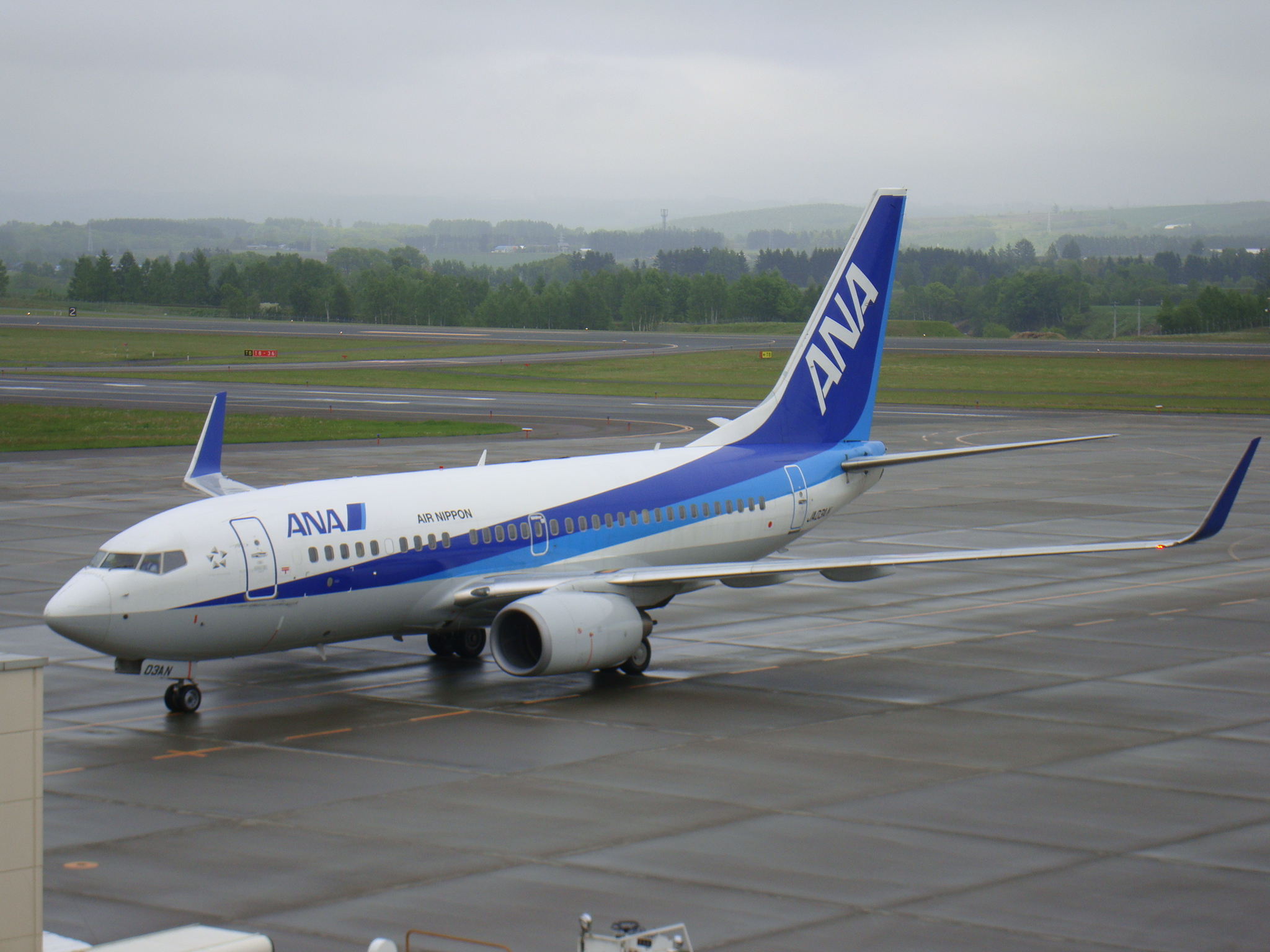
Ett ANA Boeing 737-700

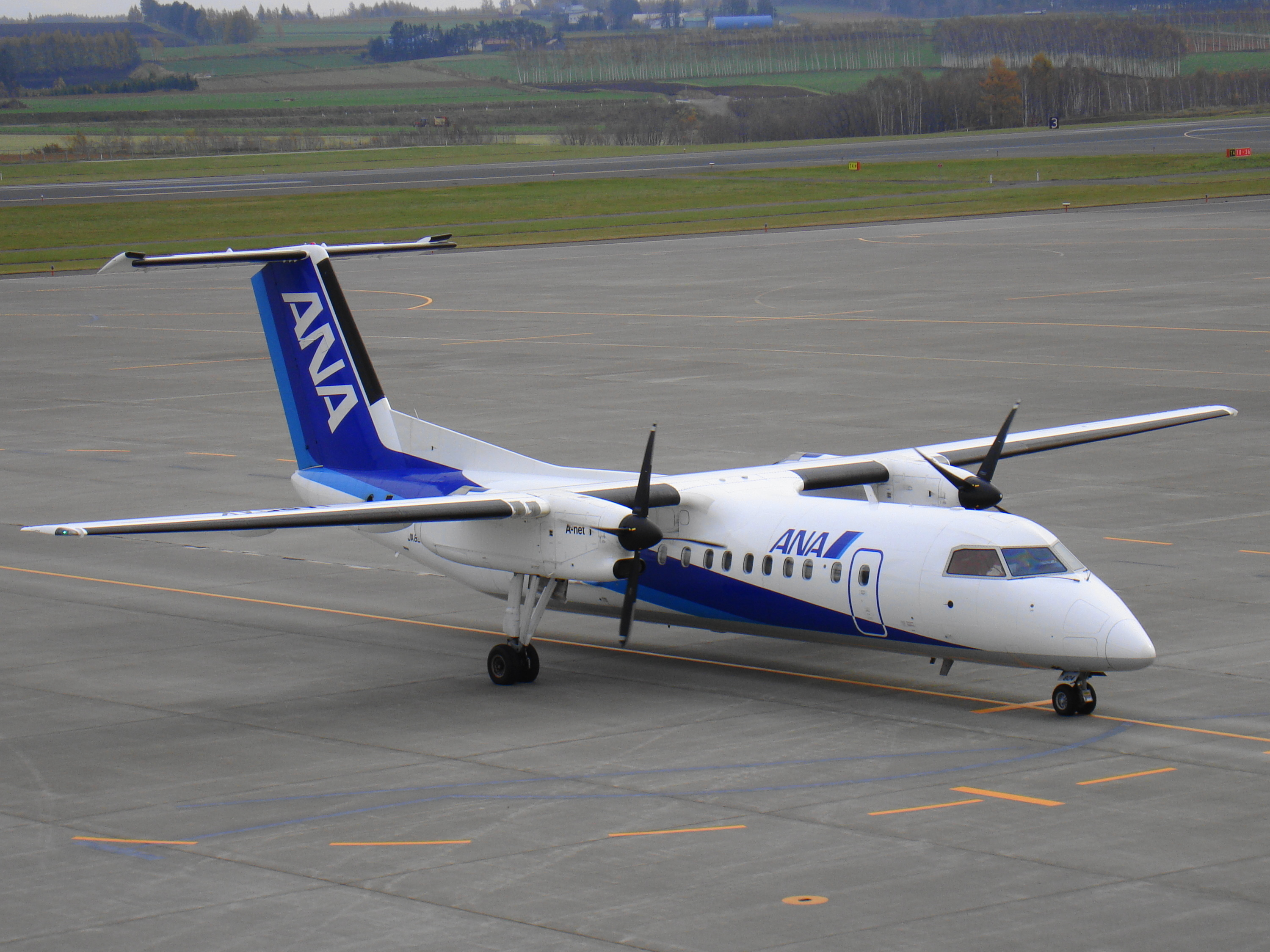
Ett ANA Bombardier Dash 8 Q300

All Nippon Airways (ANA) är Japans största nationella flygbolag. Flygbolaget Nippon Helicopter and Aeroplane hette ANA först då flygbolaget grundades, den 27 december 1952. 1953 började både helikopterflyg och passagerarcharter-flyg.
All Nippon Airways var det första flygbolaget som fick Boeing 787. Flygbolaget har flugit bland annat Boeing och Lockheed L-1011 TriStar.

## Incidenter och olyckor
- ANA:s första flyghaveri inträffade år 1958 då ett Douglas DC-3 havererade.[3]
- 1960 gick ännu en DC-3-registrerad förlorad.
- 1966 havererade en ANA Boeing 727 i Tokyo när den skulle landa och åkte rakt ut i Tokyobukten. Alla passagerare omkom.[4]
- Ett ANA YS-11 havererade en kort tid efter.
- 1999 kapade en man All Nippon Airways Flight 61, och knivhögg piloten till döds. Kaparen fick medhjälp av andra män, inga passagerare kom till skada.[5]

## Källförteckning
1. ↑  ”About ANA”. ANA. https://www.ana.co.jp/en/gb/the-ana-experience/about-ana/. Läst 25 februari 2024.
2. ↑  ”10/26/2011: ANA's First Boeing 787 Dreamliner Revenue Flight”. airwaysmag.com. https://airwaysmag.com/legacy-posts/ana-first-rev-boeing-787-dreamliner. Läst 1 juni 2024.
3. ↑  ”Accident Douglas C-53-DO (DC-3) JA5045,”. aviation-safety.net. https://aviation-safety.net/asndb/334190. Läst 1 juni 2024.
4. ↑  ”Accident Boeing 727-81 JA8302,”. aviation-safety.net. https://aviation-safety.net/asndb/332437. Läst 1 juni 2024.
5. ↑  ”BBC News | Asia-Pacific | Japanese hijacker kills pilot”. news.bbc.co.uk. http://news.bbc.co.uk/2/hi/asia-pacific/401680.stm. Läst 1 juni 2024.